# Pseudapoderus suroensis
Pseudapoderus suroensis es una especie de coleóptero de la familia Attelabidae.

## Distribución geográfica
Habita en Guinea-Bissau.